# Marcjan Borowski
Marcjan Borowski herbu Jastrzębiec – podwojewodzi pilzneński w 1655 roku, pisarz grodzki nowokorczyński w 1655 roku, komornik graniczny wiślicki w latach 1640–1647.